# Prefectura de Chari-Baguirmi

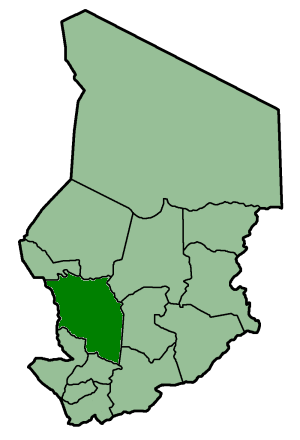
Localització de la prefectura de Chari-Baguirmi al Txad

La prefectura de Chari-Baguirmi era una de les 14 prefectures del Txad, que va ser abolida mitjançant la nova divisió administrativa del 2002, que organitza l'estat en 18 regions. Situada a l'oest del país, Chari-Baguirmi ocupava una superfície de 82,910 km² i tenia 720.941 habitants el 1993. La seva capital era Ndjamena.
Actualment existeix una regió amb aquest mateix nom, que inclou una part de l'antiga prefectura.